# Take a Load Off Your Feet
«Take a Load Off Your Feet» es una canción escrita por Al Jardine, Brian Wilson y Gary Winfrey para la banda estadounidense de rock The Beach Boys. Fue proyectada originalmente para ser editada en Add Some Music. Después de que el álbum fue rediseñado en Sunflower de 1970, "Take a Load Off Your Feet" quedó fuera del álbum, y apareció más tarde en Surf's Up de 1971.

## Composición
Gary Winfrey regresó a California, después de servir en la Fuerza Aérea, en 1968. Él y Al Jardine rápidamente reavivaron una amistad que había comenzado cuando ambos estaban en la escuela secundaria. La esposa de Winfrey, Sandi, estaba embarazada en ese momento, y sus tobillos estaban hinchados. La canción "Hair" estaba siendo popular en ese momento, y alguien sugirió escribir una canción similar sobre los tobillos. Esa canción se convirtió en "Take a Load Off Your Feet". Brian Wilson luego agregaría algunas letras y retoques a la melodía.

## Grabación
La primera sesión de la canción fue durante la grabación de Add Some Music en enero de 1970. La canción quedó en espera hasta el comienzo del próximo año. Todas las sesiones se grabaron en el estudio de la casa de Brian. Wilson hizo la voz principal en el primer y tercer versos (aunque no en este verso y la parte del falsete aussi fue acelerada durante la mezcla final, lo que lleva a confundirse con Al Jardine), Jardine, quien cantó el segundo y cuarto verso y también tocó el bajo. The Beach Boys, con la ayuda de Winfrey, son las voces de fondo, y Brian añadió efectos de sonido, como un contenedor de agua del tipo Sparkletts de 19 litros con un mazo de goma para percusión, pasos y la bocina de su Rolls-Royce Phantom V.

## Créditos
The Beach Boys
- Al Jardine – voz principal, armonía y coros; guitarra acústica; bajo
- Bruce Johnston – armonía y coros
- Mike Love – armonía y coros
- Brian Wilson – voz principal, armonía y coros; percusión; efectos de sonido
- Carl Wilson – armonía y coros
- Dennis Wilson – armonía y coros

Músicos adicionales y personal de producción
- Gary Winfrey – armonía y coros